# 东帝汶人权
东帝汶民主共和国于2002年成立，宪法规定东帝汶是一个多党制的民主共和国。自从1975年该国从葡萄牙独立以来，印尼的军方和民兵以“反对共产主义叛乱”为由强行吞并了东帝汶，在此之后印尼参与了大量针对东帝汶的人权暴行。1998年苏哈托倒台后，印尼放松了对东帝汶独立运动的管制，该国在1999年举行了独立公投，然而印尼的强硬派分子进行了大规模的屠杀，使得葡萄牙、澳大利亚等国强制介入。此后联合国东帝汶过渡行政当局托管了东帝汶。在国际社会的帮助下，东帝汶于2002年获得独立。独立后的东帝汶于2007年进行了一次公正的选举，其人权事业的进步普遍得到西方各国和人权组织的肯定。此外，联合国东帝汶综合特派团一直在监督该国的政治局势。
然而该国的公民权利和政治权利仍然存在一些问题，例如任意监禁和没有经过审理的判决仍然存在着。此外该国存在着较为严重的家庭暴力和性犯罪问题，而政府常常无能为力。另外该国的儿童失学问题也比较严重。 贫穷问题始终困扰着该国在人权方面的进步。